# Казаноко, Жабаги
Жабаги Казаноко (кабард.-черк. Къэзэнокъуэ Жэбагъы; 1685 — 1750) — кабардинский общественно-политический деятель, просветитель, поэт.

## Биография
О детстве и юности Жабаги известно мало. 
Служил советником Асланбека Кайтукина, князя Кабарды. В 1722 году участвовал в переговорах с Россией. Встречался с Петром I в Астрахани.
Находился в составе кабардинского посольства в 1731 году, при заключении договора с Россией о совместной борьбе с Крымским ханством.
Принято считать, что он реформировал судопроизводство в Кабарде.
Выступал против влияния крымских ханов и турецких султанов на Кабарду. Был активным деятелем по сближению Кабарды с Россией.
Умер, предположительно, в месте где ныне находится селение Заюково, в 1749.
З.М. Налоев, исследователь жизни и творчества Жабаги Казаноко отмечал:
Необычайная сложность и обобщенность этого образа связана ещё и с тем обстоятельством, что он создавался в нерасчлененном сознании народа, в котором органично соседствовали такие противоречивые элементы, как мифология и политика, сказочная фантастика и былевой реализм, историчность и вымысел... Фольклорный Жабаги не может быть достоверной копией исторического Казаноко, он является только художественным и, по всей видимости, идеализированным отражением последнего. Он сложнее, ибо в нем аккумулировалось много художественного вымысла, и проще, потому что утратило много исторического

## Память
- Названы улицы в населённых пунктах КБР: г. Баксан, с. Заюково, с. Аушигер, с. Адиюх[6].
- Назван Центр эстетического воспитания детей, г. Нальчик, КБР.
- Установлен памятник в с. Заюково, КБР.